# Ludwik Janiszewski
Ludwik Janiszewski (ur. 25 sierpnia 1927 w Otorowie (powiat szamotulski), zm. 15 lipca 1998) – polski profesor zwyczajny, socjolog (pierwszy z szefów instytutu socjologii US i jeden z orędowników przemianowania dawnej WSP na Uniwersytet), doktor habilitowany, profesor Uniwersytetu Szczecińskiego. Twórca Instytutu Socjologii w Szczecinie i subdyscypliny, jaką jest socjologia morska.
Ludwik Janiszewski urodził się w Otorowie w powiecie szamotulskim. W roku 1933 wraz z całą rodziną przeprowadził się do Karolewa (gm. Wyrzysk) Jako dziecko był więźniem niemieckiego obozu w Potulicach i robotnikiem przymusowym. Po wojnie ukończył studia i na ponad 40 lat związał się ze Szczecinem. Był wykładowcą Wyższej Szkoły Pedagogicznej i współinicjatorem powołania Uniwersytetu Szczecińskiego oraz twórcą Instytutu Socjologii. Zasłużył się jako twórca subdyscypliny, jaką jest socjologia morska. Inicjator założenia Stowarzyszenia Europa Regionum oraz pierwszy redaktor naczelny czasopisma o tym samym tytule.
7 maja 2012 roku na Wydziale Humanistycznym Uniwersytetu Szczecińskiego w sali im. prof. Ludwika Janiszewskiego odbyła się uroczystość z okazji nadania imienia Profesora ulicy prowadzącej do Ronda Uniwersyteckiego w Szczecinie.

## Życiorys
1941–1945 pobyt w niemieckim obozie pracy w Potulicach i praca przymusowa u Niemców
1945–1946 praca w gospodarstwie rolnym rodziców
1946 praca w Państwowej Fabryce Mebli Artystycznych w Bydgoszczy
1946–1947 wieczorowy kurs w Towarzystwie Uniwersytetów Robotniczych w Bydgoszczy
1947–1949 praca w gospodarstwie rolnym rodziców
1947 eksternistyczna "mała matura" w Gimnazjum Ogólnokształcącym w Bydgoszczy
1949 matura w Gimnazjum i Liceum Ogólnokształcącym w Bydgoszczy
1952 ukończenie studiów I stopnia z zakresu filologii polskiej w Uniwersytecie Mikołaja Kopernika w Toruniu
1954 magisterium z filozofii w Uniwersytecie Warszawskim
1954–1968 praca w I Studium Nauczycielskim w Szczecinie
1955–1957 zajęcia dydaktyczne w Wyższej Szkole Inżynierskiej w Szczecinie
1956 małżeństwo z Jadwigą Anną Czyż
1958–1962 praca w II Studium Nauczycielskim
1965 praca w morzu w charakterze rybaka
1966 praca na morzu w charakterze marynarza
1967 doktorat z socjologii na podstawie rozprawy „Postawy rybaków dalekomorskich wobec wykonywanego zawodu” napisał pod kierunkiem prof, dr hab. Władysława Markiewicza z Uniwersytetu Adama Mickiewicza w Poznaniu
1968-–1973 adiunkt w Wyższej Szkole Nauczycielskiej (filii Uniwersytetu Adama Mickiewicza w Poznaniu) w Szczecinie
1968- członek redakcji "Przeglądu Zachodniopomorskiego"
1969–1974 kierownik Sekcji Socjologiczno-Demograficznej Instytutu Zachodnio-Pomorskiego w Szczecinie
1969–1973 docent mianowany i dziekan Wydziału Humanistycznego w Wyższej Szkole Nauczycielskiej w Szczecinie
1971 odznaczony Złotą Odznaką Zasłużonego Pracownika Morza
1971 odznaczony Medalem 25-lecia Rozwoju Nauki na Pomorzu Zachodnim
1971–1973 przewodniczący Szczecińsko-Koszalińskiego Oddziału Polskiego Towarzystwa Socjologicznego (PTS)
1973–1981 dziekan Wydziału Humanistycznego Wyższej Szkoły Pedagogicznej w Szczecinie
1976 habilitacja w Uniwersytecie Adama Mickiewicza w Poznaniu
1976–1981 kierownik Zakładu Socjologii w Wyższej Szkole Pedagogicznej w Szczecinie
1977–1981 przewodniczący specjalistycznej Sekcji Socjologii Morskiej przy Zarządzie Głównym Polskiego Stowarzyszenia Socjologicznego
1979–1990 kierownik Zakładu Socjologii Morskiej IFiS PAN w Szczecinie
1979 odznaczony Medalem Komisji Edukacji Narodowej
1978-1980 członek Komitetu Nauki o Morzu Polskiej Akademii Nauk
1980 profesor nadzwyczajny
1981 odznaczony Krzyżem Kawalerskim Orderu Odrodzenia Polski
1981- przewodniczący Komisji Socjologii Morskiej Oddziału Polskiej Akademii Nauk w Gdańsku
1982–1986 członek Rady Naukowej Koszalińskiego Ośrodka Badań Społecznych
1982- członek Fishery Social Science Network i European Group for Organizational Studies
1982–1992 członek Komitetu Nauk Socjologicznych Polskiej Akademii Nauk
1985–1995 dyrektor Instytutu Socjologii Uniwersytetu Szczecińskiego
1985–1996 członek Senatu Uniwersytetu Szczecińskiego
1986- redaktor naczelny Roczników Socjologii Morskiej Oddziału polskiej Akademii Nauk w Gdański
1986- redaktor naukowy serii "Studia Sociologica", wydawanej przez Uniwersytet Szczeciński
1988- członek redakcji "Szczecińskich Roczników naukowych"
1988- członek redakcji "Roczników Socjologii Rodziny"
1988 profesor zwyczajny
1993 wiceprzewodniczący Polsko-Niemieckiego Towarzystwa Badań Regionalnych "Europa Regionum"
1996- redaktor naczelny polsko-niemieckiego rocznika "Europa Regionum"
1996 członek Komitetu Socjologii Polskiej Akademii Nauk (PAN) odznaczony Krzyżem Oświęcimskim

## Publikacje
1958 Słownik terminów filozoficznych (skrypt). ZSN, Szczecin, 120 s.
1963 Początki rybołówstwa dalekomorskiego w Polsce (1931-1939). "Przegląd Zachodnio-Pomorski" nr 3, s. 5-21.
1964 Rybołówstwo dalekomorskie w Polsce Ludowej (1945-1962). "Przegląd Zachodnio-Pomorski nr 6, s. 69-95.
1967 Rybacy dalekomorscy. Studium socjologiczne. IZ, Poznań, 443 s.
1969
Motywy wyboru zawodu rybaka dalekomorskiego. "Przegląd Zachodniopomorski" nr 4, s. 83-105.
Ludzie morza (redakcja), IZP Szczecin, 166 s.
Dalekomorski statek rybacki jako system społeczny. "Przegląd Zachodniopomorski" nr 1, s. 25-51
Potrzeby rybaków dalekomorskich w związku z ich pracą na morzu. Przyczynek do teorii potrzeb ludzi morza. "Zeszyty Naukowe WSN", Szczecin, nr 1, s. 87-115.
Motywy wyboru zawodu nauczycielskiego. "Przegląd Zachodniopomorski" nr 3, s. 91-101.
1970
Obserwacja uczestnicząca na statku morskim. "Studia Socjologiczne" nr 1, s. 303-318
Kultura na statku morskim (redakcja). IZP, Szczecin, 192 s.
Teoretyczne i metodologiczne problemy badań czasu wolnego ludzi morza. W: Kultura na statku morskim, s. 15-28.
Socjologiczne zagadnienie czasu wolnego rybaków dalekomorskich. W: Kultura na statku morskim, s. 155-167.
Stosowalność metody obserwacji uczestniczącej w naukach społecznych. "Zeszyty Naukowe WSN", Szczecin, nr 2, s. 243-271.
Dzieci marynarzy i rybaków w świetle opinii nauczycieli. "Przegląd Zachodniopomorski" nr 3, s. 145-155.
Stan i potrzeby badań socjologicznych nad rodziną ludzi morza. "Przegląd Zachodniopomorski" nr 2, s. 77-90.
Recenzja książki J. Chałasińskiego: Rewolucja młodości. "Przegląd Zachodniopomorski" nr 1, s. 174-174.
Recenzja książki B. Łobodzińskiej: Małżeństwo w mieście. "Przegląd Zachodniopomorski" nr 2, s. 201-204.
1971
O pojęciu rodziny. Próba uporządkowania kategorii socjologicznych. "Zeszyty Naukowe WSN", Szczecin, nr 4, s. 202-222.
Przewidywanie tendencji rozwojowych w dziedzinie kultury we flocie transportowej i rybackiej. "Przegląd Zachodniopomorski" nr 1, s. 163-168.
Trudności w nauce szkolnej u dzieci marynarzy i rybaków. Przegląd Zachodniopomorski" nr 3, s. 157-170.
Socjologiczne badania nad ludźmi morza. "Studia Socjologiczne" nr 4, s. 123-147.
Rodzina rozłączona. "Spojrzenia" nr 6, s. 20-23.
1972
Stosunek dzieci marynarzy i rybaków do zawodu wykonywanego przez ojca. "Przegląd Zachodniopomorski" nr 1, s. 194-213.
Zastosowanie nauk społecznych w kształtowaniu nowoczesnego statku. "Nawigator WSM", Gdynia, nr 2, s. 28-61.
Recenzja książki pod redakcją K. Żygulskiego: Życie kulturalne robotników wielkiego przedsiębiorstwa przemysłowego. "Przegląd Zachodniopomorski" nr 1, s. 196-198.
Zastosowanie socjologii w procesie projektowania budowy i eksploatacji statku morskiego. "Przegląd Zachodniopomorski" nr 2, s. 75-90.
Kształtowanie kadr pracowniczych w okresie rewolucji naukowo-technicznej. "Zeszyty Naukowe WSN", Szczecin, nr 6, s. 315-340.
1973
Czas wolny ludzi morza na lądzie (redakcja). IZP, Szczecin, 224 s.
Czas wolny marynarzy i rybaków w domu rodzinnym podczas postojów międzyrejsowych. W Czas wolny ludzi morza na lądzie, s. 63-105
Stan i perspektywy socjologii morskiej w Polsce. "Przegląd Zachodniopomorski" nr 4, s. 135-156.
Zacząć od kształcenia nauczycieli. "Spojrzenia" nr 6, s. 7-8.
Polsko-norweskie kontakty socjologów. "Spojrzenia" nr 10, s. 26-27.
Problemy kształcenia nauczycieli. "Zielony Sztandar" nr 145
1974
Rodzina marynarzy i rybaków. "Przegląd Zachodniopomorski" nr 3, s. 133-142.
Żony marynarzy (I). "Spojrzenia" nr 7, s. 4-5.
Żony marynarzy (II). "Spojrzenia" nr 9, s. 8-10.
Matrycentryczny charakter rodziny ludzi morza. "Przegląd Zachodniopomorski" nr 1, s. 62-82.
Przeobrażenia społeczeństwa Pomorza Zachodniego. "Przegląd Zachodniopomorski" nr 3-4, s. 99-120.
Zmiany technologiczne we flocie handlowej i rybackiej i ich wpływ na kształtowanie się nowego modelu kulturowego załóg. "Zeszyty Naukowe WSP", Szczecin, nr 15, s. 229-245.
Potrzeby kulturalne ludzi morza. "Głos Szczeciński" nr 1, s. 3.
Środowisko literackie oczyma socjologa. "Głos Szczeciński" nr 47, s. 3.
Recenzja książki Z. Dulczewskiego: Rybacy bałtyccy. "Ruch prawniczy, Ekonomiczny i Socjologiczny" nr 3, s. 313-315.
1976
Rodzina marynarzy i rybaków morskich. Studium socjologiczne. PWN, Warszawa-Poznań, 363 s.
Rodzina marynarzy i rybaków jako specyficzny typ współczesnej rodziny polskiej. W: Współczesna rodzina polska w świetle aktualnych badań, praca zbiorowa pod redakcją Z. Tyszki. UAM, Poznań, s. 81-89.
Z badań nad potrzebami kulturalnymi ludzi morza. W: W tyglu nowej kultury, praca zbiorowa pod redakcja M. Czarneckiego. WDK, Szczecin, s. 62-78.
Norweski program badań naukowych nad statkiem morskim. "Przegląd Zachodniopomorski" nr 3, s. 73-86.
Regionalizm nowego typu. "Głos Szczeciński", 10 IV.
recenzja książki H. Fricke'a: The Social Structure of Crews of British Dry Cargo Merchant Ship. "Studia Socjologiczne" nr 2, s. 335-337.
1977
Socjologia morska. Wstęp informacyjny i bibliograficzny. WSP, Szczecin, 110 s.
Procesy przeobrażeń społecznych na Pomorzu Szczecińskim. Próba syntezy. "Studia Socjologiczne" nr 3, s. 155-177.
O potrzebie badań socjologicznych nad szczecińskim środowiskiem literackim. "Przegląd Zachodniopomorski" nr 2, s. 147-165.
Niektóre przejawy dysfunkcjonalności w rodzinie marynarzy i rybaków morskich. "Zeszyty Naukowe WSP", Szczecin, nr 1, s. 94-137.
1978
Skutki zmian technicznych i technologicznych na statku morskim. "Humanizacja Pracy" nr 1, s. 23-34.
Socjologiczna koncepcja morskiej rzeczywistości społecznej. "Przegląd Zachodniopomorski" nr 4.
Źródło sukcesu. "Spojrzenia" nr 3, s. 3.
1979
Rozwój kolejnictwa na Pomorzu Zachodnim w latach 1945-1975. IZP, Szczecin, 181 s. (współredaktor).
Problemy teoretyczne i metodologiczne badań nad wpływem gospodarki morskiej na przemiany społeczne Pomorza Zachodniego. W: gospodarka morska jako czynnik rozwoju społecznego Pomorza Zachodniego. IZP, Szczecin, s. 309-329.
Problemy przystosowania małżeńskiego w ujęciu W.G. Dryera. "Zeszyty Naukowe WSP" - INFS, Szczecin, nr 2, s. 29-39.
Recenzja książki A. Sosnowskiego i J. Walkowiaka: Modele a praktyka działalności kulturalno-wychowawczej w szczecińskich osiedlach mieszkaniowych. STW, Szczecin. "Przegląd Zachodniopomorski" nr 3, s. 147-151.
1980
Problemy i kierunki rozwoju socjologii morskiej. (redakcja). WSP, Szczecin, 181 s.
Różnorodne podejście metodologiczne do badań nad sukcesem małżeńskim w rodzinie współczesnej. W: Metodologiczne problemy badań nad rodziną, praca zbiorowa pod redakcją Z. Tyszki. UAM, Poznań, s. 139-146.
Rodziny marynarzy i rybaków morskich a problemy polityki społecznej. W: Rodzina i polityka społeczna na rzecz rodziny w PRL. Warszawa, s. 28-36.
Modele sukcesu małżeńskiego w rodzinach marynarzy. "Przegląd Zachodniopomorski" nr 2-3, s. 39-50.
Naselenije Szczecinskogo Pomorja. "Polsza" nr 6, s. 6-10.
1981
Wpływ pracy zawodowej marynarzy i rybaków dalekomorskich na sytuacje ich rodzin. W: zasady polityki społecznej w zakładzie pracy w warunkach reformy gospodarczej. UAM, Poznań, s. 36-41.
Kierunki badań socjologicznych na Pomorzu Zachodnim. "Przegląd Zachodniopomorski" nr 3-4, s. 21-39.
Teoretyczne i metodologiczne propozycje badania strajku robotniczego. "Studia Socjologiczne" nr 4, s. 177-196 (Współautor A. Sosnowski).
Węzłowe problemy światopoglądowo-moralne marynarzy i rybaków. "Przegląd Zachodniopomorski" nr 4, s. 153-163.
Socjologia morska. "Czas" nr 26.
Morze przyciąga, morze odpycha. materiały Informacyjno-Prasowe, Warszawa, s. 86-90.
1982
Rodziny szczecińskie w świetle badań empirycznych. (redakcja). WSP, Szczecin, 230 s.
Rodziny marynarzy i rybaków. W: Rodziny szczecińskie w świetle badań empirycznych, s. 83-98.
Badania aktywizujące nad związkiem zawodowym marynarzy w Wielkiej Brytanii. "Przegląd Zachodniopomorski" nr 1-2, s. 61-83.
Socjologia morska nową gałęzią nauki. "Nautologia" nr 1-4, s. 6-11.
1983
Małżeństwo w systemie wartości marynarzy i ich małżonek. "Koszalińskie Studia i Materiały" nr 4, s. 5-25.
Socjologia morska - jej przedmiot i funkcje. "Studia Socjologiczne" nr 3, s. 35-60 (współautor A. Sosnowski).
Powstanie i rozwój socjologii morskiej w Polsce. "Rocznik koszaliński" nr 19, s. 25-40.
Subiektywna sfera sukcesu małżeńskiego w rodzinach marynarza. "Przegląd Zachodniopomorski" nr 2-3, s. 171-192.
1984
Socjologia morska. Wybór zagadnień. Ossolineum, Wrocław-Warszawa, 209 s. (współautor A. Sosnowski).
Społeczeństwo o morskich cechach kulturowych. "Przegląd Zachodniopomorski" nr 4, s. 109-120.
Strajk jako "przejaw" czy jako "tożsamość" konfliktu społecznego. "Studia Socjologiczne" nr 1, s. 336-336 (współautor A. Sosnowski).
Załogi zintegrowane na statkach polskiej floty handlowej. "Przegląd Zachodniopomorski" nr 3-4, s. 131-145.
Socjologia morska - przedmiot i funkcje. "Biuletyn Instytutu Bałtyckiego", s. 5-31.
Problemy teoretyczno-metodologiczne badań nad świadomością zbiorowości terytorialnych. "Zeszyty Naukowe WSP", Szczecin, nr 44, s. 5-52.
Wpływ gospodarki morskiej na życie społeczeństwa. "Nasze Morze", Warszawa, s. 104-111.
Historyczne warunki strajków robotniczych w Polsce. "Zeszyty Naukowe WSP", Szczecin, nr 44, s. 167-189 (współautor A. Sosnowski).
Zawód i rodzina - dwa istotne elementy struktury społecznej. W: Rodzina a struktura społeczna, praca zbiorowa pod redakcją Z. Tyszki. Bydgoszcz, s. 59-71.
1985
Socjologia morska jako nauka. "Socjologia Morska", Ossolineum, t. I, s. 77-90.
Uciążliwości w pracy zawodowej marynarzy i rybaków dalekomorskich w perspektywie socjologii, psychologii i medycyny. MOKiI, Szczecin, 76 s. (współautor A. Sosnowski).
1986
Sukces małżeński w rodzinach marynarzy. Studium socjologiczne. PWN, Warszawa-Poznań, 191 s.
Zjawiska dezintegracji i integracji w rodzinach marynarskich. W: Problemy integracji i dezintegracji rodziny, praca zbiorowa pod redakcją H. Ziemskiej. PWN, Warszawa, s. 25-39.
Rola i osiągnięcia nauk humanistycznych w procesach integracyjnych i kulturowych Pomorza Zachodniego w latach 1945-1985. (współautor H. Lesiński). W: Udział nauki i szkolnictwa wyższego w rozwoju Pomorza Zachodniego w latach 1945-1985, praca zbiorowa pod redakcją H. Lesińskiego. Szczecin, s. 186-206.
Społeczno-kulturowe determinanty sukcesu małżeńskiego w rodzinach marynarzy. "Szczecińskie Roczniki Naukowe", t. 1, s. 77-90.
Rozwój i dorobek socjologii w Szczecinie. "Przegląd Zachodniopomorski" nr 4, s. 93-119.
Procesy przemian w społeczności rybaków szwedzkich. "Przegląd Zachodniopomorski" nr 2, s. 71-83.
Recenzja książki R. Suchockiej, B. Suchockiego i J. Walkowiaka: Techniki pomiaru w socjologii. Poznań 1985, "Ruch Prawniczy, Ekonomiczny i Socjologiczny" nr 1, s. 330-332 (współautor A. Sosnowski).
1987
Obozy hitlerowskie na Pomorzu Zachodnim i Gdańskim w latach drugiej wojny światowej. (redakcja). US, Szczecin, 492 s.
Socjologia morska integralną częścią współczesnej socjologii polskiej. W: Stan i perspektywy współczesnej socjologii polskiej, pod redakcją Z. Doktóra i A. Karleckiego. WP, Poznań, s. 125-131.
Rola "czynnika morskiego" w procesie zmian społecznych na Pomorzu Zachodnim. W: Społeczeństwo i gospodarka Pomorza Zachodniego, pod redakcją S. Szały. US, Szczecin-Koszalin, s. 36-60.
Refleksje na temat nieklasycznych metod pozyskiwania materiałów autobiograficznych. W: Metodologiczne problemy zastosowania metody biograficznej do badań nad współczesnością, praca zbiorowa pod redakcją M. Latoszka. Wydawnictwo Gdańskie, Gdańsk, s. 15-29.
Badania socjologiczne nad kategoriami zawodowymi ludzi morza. Założenia teoretyczne. "Socjologia Morska", Ossolineum, t. II, s. 29-56 (współautor A. Sosnowski).
Badania socjologiczne nad ludźmi morza w literaturze obcej. Przegląd zagadnień. "Socjologia Morska", Ossolineum, t. II, s. 7-27.
Krytyka goffmanowskiej koncepcji statku morskiego jako instytucji zamkniętej. "Ruch Prawniczy, Ekonomiczny i Socjologiczny" nr 1, s. 153-162.
1988
Zawód a życie rodzinne ludzi morza (redakcja). US, Szczecin, 262 s.
Zawód a wewnętrzne sfery życia rodzinnego. W: Zawód a życie rodzinne ludzi morza, s. 29-52.
Zawody związane z morzem a rodzina. "Roczniki Socjologii Morskiej", Ossolineum, t. III, s. 7-31.
Mary7nizacja. Przyczynek teoretyczny. "Roczniki Socjologii Morskiej", Ossolineum, t. IV, s. 5-14
1989
Marynizacja jako kategoria teoretyczna i jako proces społeczny. "Przegląd Zachodni" nr 5-6, s. 267-283.
Metody pozyskiwania materiałów autobiograficznych. "Ruch Prawniczy, Ekonomiczny i Socjologiczny" nr 2, s. 269-276.
Ogólne założenie teoretyczne nad społecznymi procesami marynizacji w regionie nadmorskim. "Ziemie Zachodnie i Północne Polski", opole, s. 138-170.
Rodziny ludzi morza w procesie przemian. "Roczniki Socjologii Rodziny" t. 1, s. 63-76.
Związek badań teoretycznych z powstaniem socjologii morskiej. "Studia Socjologiczne" nr 2, s. 31-42
1990
Przemiany w społecznościach Ziem Zachodnich i Północnych. Program badań Acta Universitatis Wratislavienis No 1148, "Socjologia" nr 5, s. 159-166.
Przedsiębiorstwo morskie a społeczeństwo. Przyczynek teoretyczny i metodologiczny. "Roczniki Socjologii Morskiej", Ossolineum, t. V, s. 19-28.
Wprowadzenie do psychosocjologicznych badań nad statkiem i załogą marynarzy w Szwecji. "Studia Sociologica" nr 1, s. 5-26.
Socjologiczny model statku jako instytucji zamkniętej. "Szczecińskie Roczniki Naukowe" t. 5, z. 3, s. 81-94.
Badania socjologiczne nad rodziną w ośrodku szczecińskim. "Roczniki Socjologii Rodziny" t. 2, s. 219-228.
1991
Ludzie morza i ich rodziny w procesie przemian (redakcja). US, Szczecin, 113 s.
Kategorie zawodowe ludzi morza a rodzina. MB poligrafia, Szczecin, 154 s.
Wnioski z badań nad ludźmi morza i ich rodzin. W: Badania nad rodziną a praktyka społeczna, praca zbiorowa pod redakcją Z. Tyszki. Poznań, s. 128-132.
Morskie społeczności lokalne. Teoria i empiria. US, Szczecin (współredaktor R. Woźniak).
Badania nad przemianami w zbiorowości ludzi morza. W: Ludzie morza i ich rodziny w procesie przemian, s. 7-21.
Wewnętrzne zróżnicowanie kategorii zawodowych ludzi morza i ich rodzin w aspekcie nierówności społecznych - ujęcie porównawcze. W: Kategorie zawodowe ludzi morza a rodzina, s. 5-46.
Wpływ "czynnika morskiego" na przemiany społeczne w regionie nadmorskim. W: Rozwój i zmiany w społecznościach Ziem Zachodnich i Północnych Polski, praca zbiorowa pod redakcją Z. Silskiego i R. Woźniaka. US, Szczecin, s. 119-132.
Morskie społeczności lokalne - propozycja badań socjologicznych. W: Morskie społeczności lokalne. Teoria i empiria, s. 3-29.
Kategorie zawodowe ludzi morza i ich rodziny. Synteza badań. W: Rodziny polskie o różnym statusie społecznym i środowiskowym, praca zbiorowa pod redakcją Z. Tyszki. PZG, Poznań, s. 131-148.
Pomorze jako przedmiot zainteresowań badawczych socjologii morskiej. "Roczniki Socjologii Morskiej", Ossolineum, t. VI, s. 47-58.
Wzajemne powiązania ról zawodowych i rodzinnych - w ujęciu dynamicznym. "Studia Sociologica" nr 2, s. 9-36.
1992
Statek jako instytucja totalna. Przegląd krytyczny głównych stanowisk badawczych. US, Szczecin, 123 s.
Polacy i Niemcy. Sondaż opinii i postaw. US, Szczecin, 199 s. (współautor R. Woźniak).
Marynizacja jako nowa kategoria przemian społecznych. "Studia Sociologica" nr 3, s. 33-46.
Załoga statku morskiego i deprywacja jej potrzeb. "Przegląd Socjologiczny" t. XL, z. 1, s. 164-182.
Postawy Polaków wobec zjednoczonych Niemiec i Niemców. W: Polacy i Niemcy. Sondaż opinii i postaw, s. 7-64.
1993
Mniejszość niemiecka a Polacy na Pomorzu Szczecińskim. Szkic socjologiczny. US, Szczecin, 79 s.
Wstęp do teorii więzi rodzinnej w rodzinach ludzi morza. "Studia Sociologica" nr 4, s. 5-32.
Stosunki polsko-niemieckie w opinii mieszkańców strefy pogranicza. "Studia Sociologica" nr 5, s. 5-18.
1994
Rodzina marynarska. W: XVIII Międzynarodowy Kongres Rodziny. KA, Warszawa, s. 543-545.
Wprowadzenie do metodologii socjologii morskiej (Projekt konspektu do dyskusji). "Roczniki Socjologii Morskiej", Ossolineum, t. VII, s. 5-14 (współautor A. Sosnowski i J. Walkowiak).
Morze i społeczeństwo. Ogólny zarys teorii marynizacji. "Roczniki Socjologii Morskiej", Ossolineum, t. IX, s. 7-25.
Die polnische Gesellschaft im Grenzgebiet an Oder und Neiβe. "Transoder" nr 10-11, s. 40-46.
1995
Niemcy w świadomości Polaków. Rys socjologiczny. US, Szczecin, 195 s.
Praca i zwód - kilka refleksji ogólnoteoretycznych. "Studia Sociologica" nr 6, s. 5-16.
Sytuacja społeczno-polityczna jako czynnik zniekształcenia biografii. W: Zastosowanie metody biograficznej w socjologii i psychologii, praca zbiorowa pod redakcją J. Leońskiego i T. Rzepy. Szczecin, s. 43-48.
1996
Psychospołeczne aspekty stosunków polsko-niemieckich. Obawy i nadzieje. US, Szczecin, 102 s. (współredaktor W. Durka).
Kilka refleksji teoretycznych o rozłące w rodzinach ludi morza (z okazji Światowego Roku Rodziny 1994) "Studia Sociologica" nr 7, s. 25-34.
"Wypędzenie" jako węzłowy problem stosunków polsko-niemieckich. "Studia Sociologica" nr 8 (w druku).
Społeczeństwo Pomorza Zachodniego w świadomości jego członków. W: 50 lat Polski na Pomorzu Zachodnim. Polityka - społeczeństwo - kultura, pod redakcją K. Kozłowskiego, E. Włodarczyka. Archiwum Państwowe, Szczecin, s. 95-108.
O potrzebie badań polidyscyplinarnych i porównawczych nad morskimi społecznościami lokalnymi. "Roczniki Socjologii Morskiej", Oddział PAN w Gdańsku, t. X, s. 7-14.
Socjologia morska wobec nowych wyzwań społecznych gospodarki morskiej. W: Problemy społeczne ludzi morza i instytucji morskich w okresie transformacji ustrojowej w Polsce (w druku).
Socjologiczne aspekty rozłąki w rodzinach ludzi morza. "Roczniki Socjologii Morskiej, Oddział PAN w Gdańsku, t. XI, s. 29-38.
1997
Morze i jego wpływ na świadomość i zachowania społeczne. "Zeszyty Morskie" nr 3, Szczecin, s. 47-60.
"Delfin" - Państwowe Przedsiębiorstwo Połowów Dalekomorskich w Świnoujściu (1949-1951). Zarys monograficzny. US, Szczecin, s. 104 (współautor M. Kalczyńska).